# Tellinella crucigera
Tellinella crucigera is een tweekleppigensoort uit de familie van de Tellinidae. De wetenschappelijke naam van de soort werd in 1818 voor het eerst geldig gepubliceerd door Jean-Baptiste de Lamarck.